# تشارلز ولز
تشارلز ولز (بالإنجليزية: Charles John Wells)‏ هو سياسي أسترالي، ولد في 9 أكتوبر 1911، وتوفي في 5 يوليو 1984. حزبياً، نشط في حزب العمال الأسترالي (فرع جنوب أستراليا) ‏. في 1977 South Australian state election ‏، انتخب عضو مجلس النواب جنوب أستراليا من الجمعية عن دائرة Electoral district of Florey ‏ وقد انضم خلال فترته النيابية (30 مايو 1970 – 14 سبتمبر 1979) للكتلة البرلمانية حزب العمال الأسترالي (فرع جنوب أستراليا) ‏.